# Poterie bleue de Jaipur

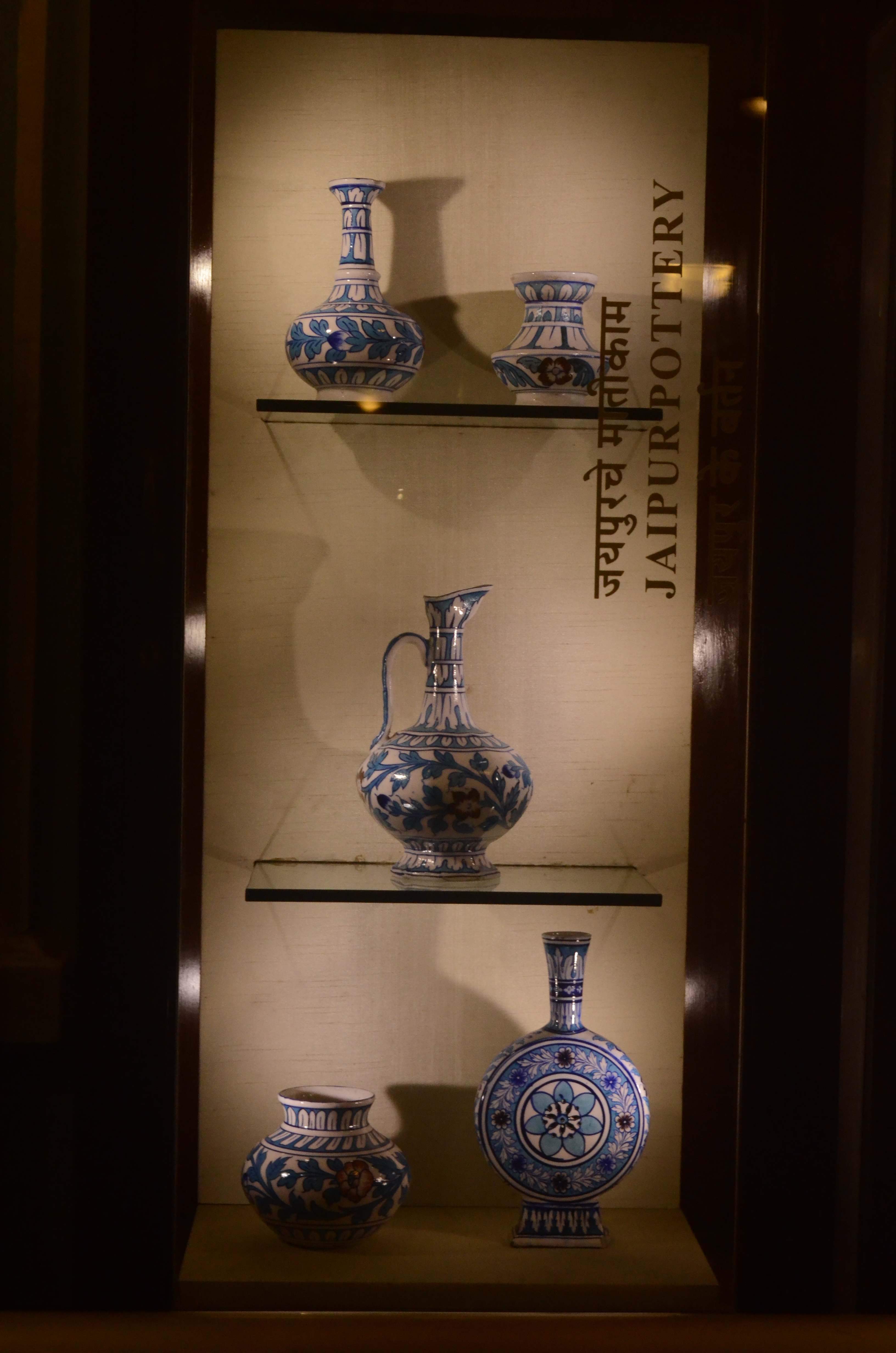
Exemples de poterie bleu de Jaipur au Dr. Bhau Daji Lad Museum de Bombay.

La poterie bleue de Jaipur est un artisanat très largement reconnu, d'origine turco-persane. Le pigment bleu très caractéristique utilisé pour colorer la céramique lui a donné son nom. 
La poterie bleue de Jaipur se constitue d'une fritte de petit feu et vitrifiée, comparable à celle composant la faïence égyptienne. Il s'agit de la seule céramique n'utilisant pas d'argile : la "pâte" est préparée à partir d'un mélange de verre et de quartz en poudre, de Multani Mitti (terre à foulon), de borax, de gomme et d'eau. Une autre source mentionne l'utilisation de poudre de Katira Gond (une gomme à mâcher), et de saaji (bicarbonate de soude).
Certaines de ces poteries sont semi-transparentes et majoritairement décorées de motifs d'oiseaux et autres animaux. Leur cuisson à très basse température les rendent assez fragiles. La gamme de produits est principalement composée d'objets décoratifs tels que des cendriers, des vases, des sous-verres, de petits bols et des boîtes à bijoux. La palette de couleurs se limite au bleu de l'oxyde de cobalt, au vert de l'oxyde de cuivre et au blanc, bien que d'autres couleurs non conventionnelles, comme le jaune et le marron, sont parfois incluses.

## Histoire
La technique permettant l'utilisation de l'émail bleu en poterie fut importée : ce sont les artisans mongols qui en sont à l'origine, en combinant l'art des émaux mis au point par les Chinois à l'esthétique persane. Celle-ci a voyagé de l'est jusqu'en Inde, grâce aux conquêtes mongoles ayant atteint brièvement l'empire ottoman au XIVe siècle. Si elle fut premièrement utilisée pour la fabrication de tuiles décorant des mosquées, tombeaux et palais d'Asie centrale, l'extension de l'empire moghol lui permit de se diffuser jusqu'en Inde, où les Moghols commencèrent à en produire. Peu à peu, l'émail bleu utilisé en architecture commença à inspirer les potiers indiens. Cette technique a ensuite parcouru les plaines de Delhi pour s'établir à Jaipur au XVIIe siècle.
D'autres affirment que la poterie bleue n'arriva à Jaipur qu'au XIXe siècle, sous le règne de Sawai Ram Singh II (1835 – 1880). Le roi de Jaipur aurait envoyé des artisans locaux à Delhi pour être formés à cet art. Certains spécimens de ces anciennes œuvres en céramique son exposées au Rambagh Palace, où les fontaines sont recouverts de tuiles bleues. Cet art avait pourtant totalement disparu de Jaipur dans années 1950, avant d'être ré-introduit grâce au travail mené par le peintre muraliste Kripal Singh Shekhawat, avec le soutien de mécènes tels que Kamladevi Chattopadhaya et Rajmata Gayatri Devi.
La poterie bleue est aujourd'hui une industrie qui fournit les moyens de subsistance de beaucoup de gens à Jaipur. Les dessins traditionnels ont été adaptés, et désormais, en dehors des habituelles urnes, cruches, pots et vases, vous pouvez trouver des services à thé, des tasses et soucoupes, des assiettes et des verres, des carafes, des cendriers et des ronds de serviette.